# 블루베리
블루베리(영어: Blueberry)는 쌍떡잎식물 진달래목 진달래과의 식물이다. 북아메리카가 원산지로 형태가 포도와 유사하다. 북아메리카 원산으로 20여 종이 알려져 있고 한국에도 정금나무, 산앵도나무 등이 있다. 산성토양에서 잘 자라며, 염기성과 중성토양에서는 잘 자라지 않는다. 열매는 둥글고 1개가 1~1.5g이며 색은 짙은 하늘색, 붉은 빛을 띤 갈색, 검은색이고 겉에 흰가루가 묻어 있다. 미국 타임지가 선정한 10대 슈퍼푸드 중 하나이다.

## 종
- Vaccinium alaskaense
- Vaccinium angustifolium
- Vaccinium boreale
- Vaccinium caesariense
- Vaccinium corymbosum
- Vaccinium constablaei
- Vaccinium consanguineum
- Vaccinium darrowii
- Vaccinium elliottii
- Vaccinium formosum
- Vaccinium fuscatum
- Vaccinium hirsutum
- Vaccinium myrsinites
- Vaccinium myrtilloides
- Vaccinium operium
- Vaccinium pallidum
- Vaccinium simulatum
- Vaccinium tenellum
- Vaccinium virgatum

Vaccinium로 시작하는 종:
- 산앵도나무 Vaccinium koreanum

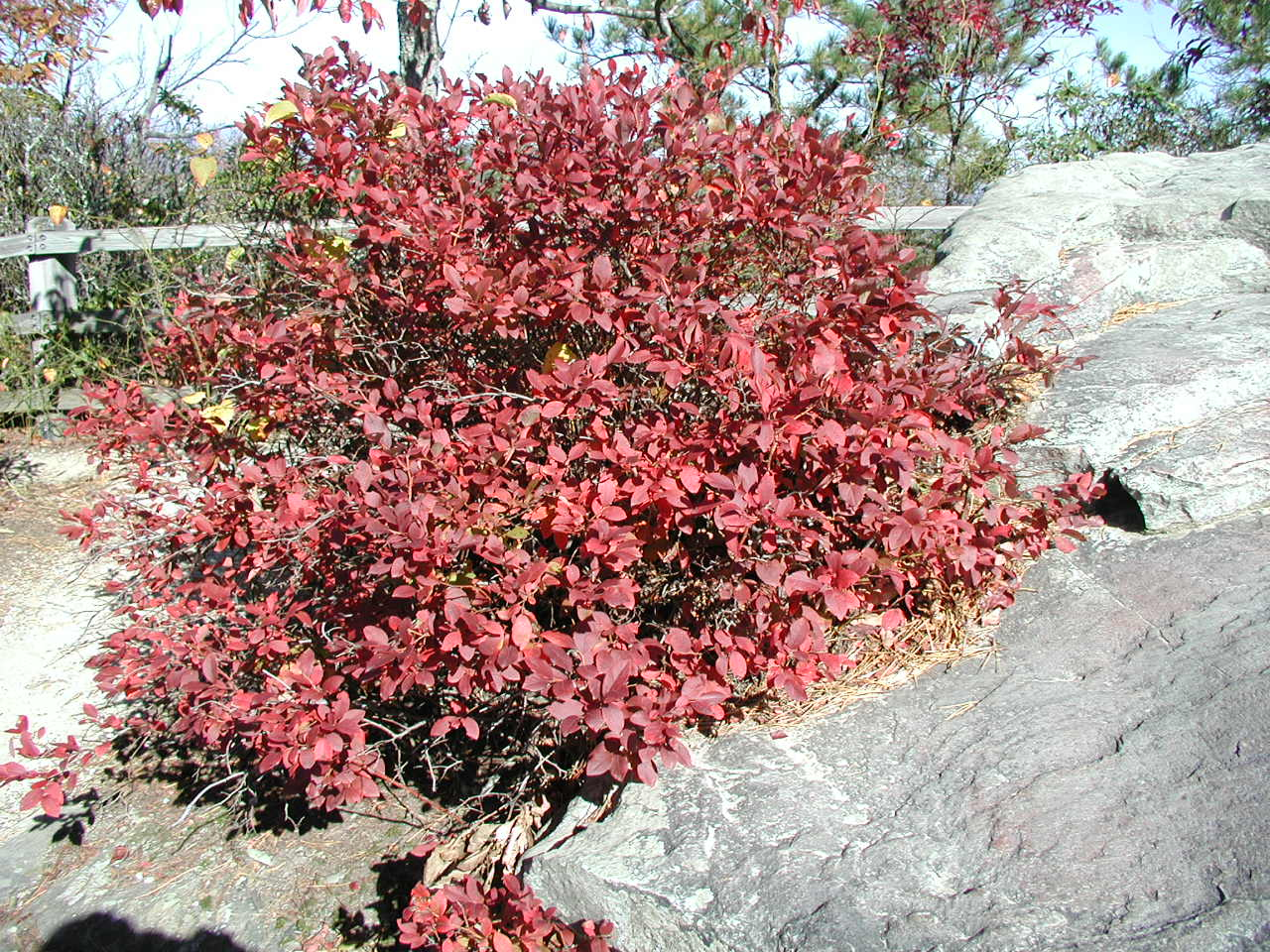
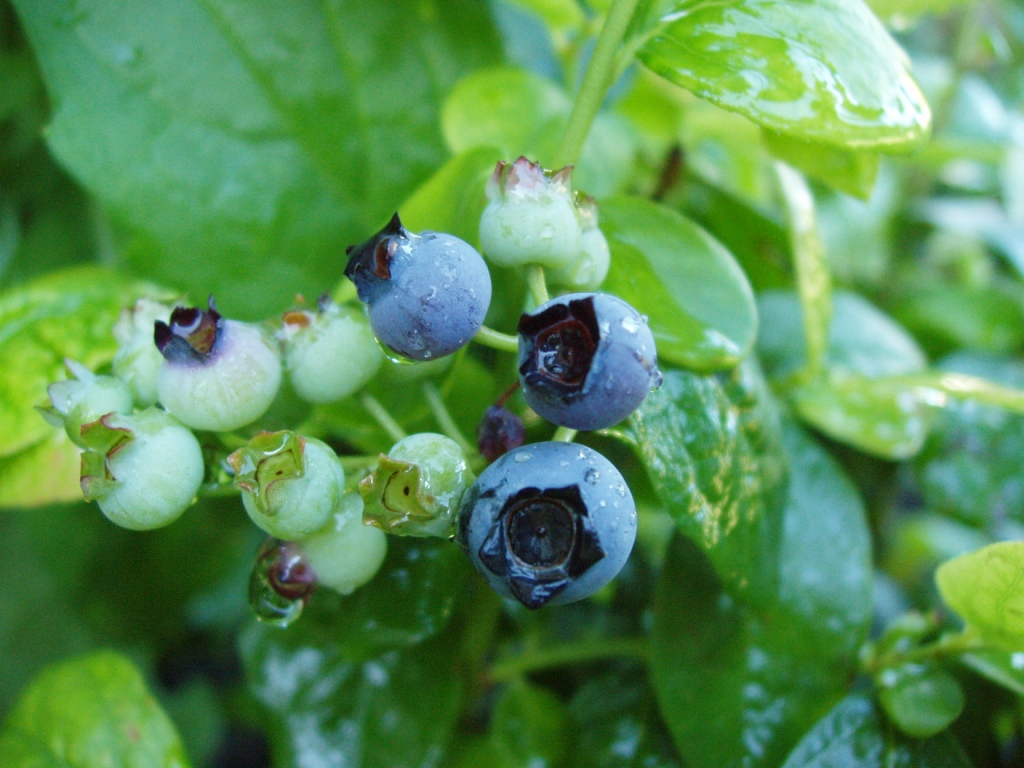
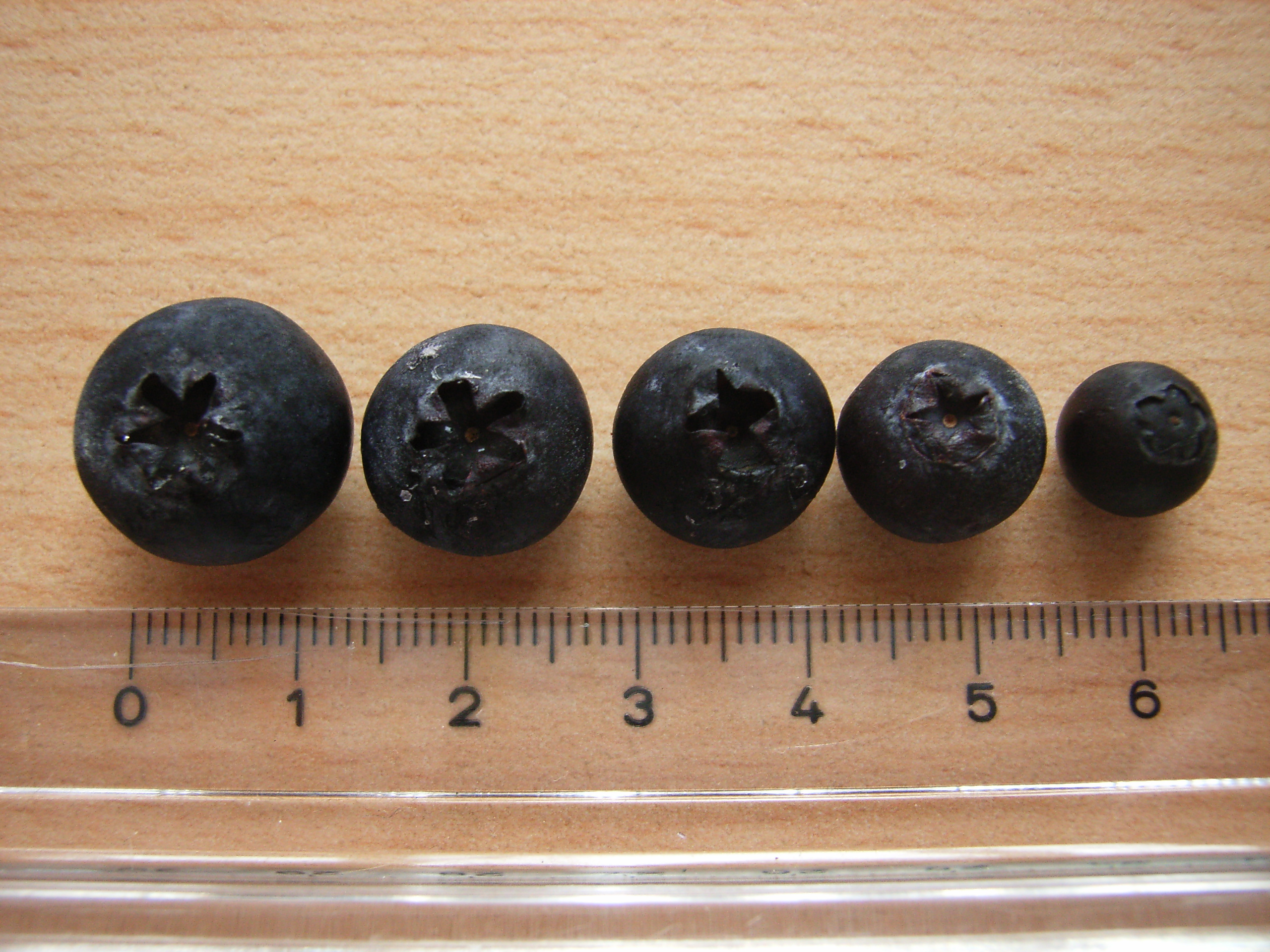

- Vaccinium myrtillus
- Vaccinium uliginosum

## 효능
- 블루베리에는 시력에 좋은 안토시아닌이 함유되어 있는데, 포도보다 30배 이상 많이 함유되어 있다.[1]
- 블루베리가 뼈를 강하게 만드는데 도움이 될 수 있다는 연구결과가 발표되었다.
- 프테로스틸벤 성분이 풍부하게 함유되어 있어 대장의 염증을 억제하고 대장의 세포 증식도 억제한다.
- 아연 역시 풍부해서 면역력 강화를 돕고 대장 기능 향상에 도움을 준다.

### 항산화제
항산화제는 세포에 해를 입히고 노화와 암과 같은 질병에 기여할 수 있는 자유 라디칼과 불안정한 분자로부터 신체를 보호한다. 블루베리는 알려진 모든 과일 및 채소 중 항산화 활성 수준이 가장 높은 것으로 나타났다. 블루베리는 항산화제가 풍부하고 폴리페놀 항산화제의 일종인 플라보노이드를 함유하고 있다. 플라바노이드는 항산화 수치를 직접적으로 높이는 것으로 밝혀진 블루베리에 존재하는 항산화제의 한 종류다.

### 노화와 암 예방
DNA 손상은 노화의 원인 중 하나다. 또한 암과 같은 질병의 발병에 중요한 역할을 한다. 블루베리는 항산화제 함량이 높기 때문에 DNA에 해를 끼치는 자유 라디칼을 중화하는 능력이 있다. 한 실험에서 참가자들은 4주 동안 매일 34온스(1리터)의 혼합 블루베리와 사과 주스를 마셨다. 자유 라디칼로 인한 산화 DNA 손상은 4주 후에 20% 감소했다.

### 혈압
블루베리는 심장 질환의 중요한 위험 요소인 고혈압이 있는 사람들을 도울 가능성이 있다. 8주간의 연구에 따르면, 8주 동안 하루에 2온스(50g)의 블루베리를 섭취한 후 심장 질환의 위험이 높은 과체중 자는 혈압이 4-6% 감소했다. 다른 연구, 특히 폐경 후 여성에서 유사한 결과가 나타났다.

### 근육
블루베리 보충제는 분자 수준에서 발생하는 손상을 줄임으로써 근육통을 예방하고 근육 기능을 감소시키는 데 도움이 될 수 있다. 격렬한 다리 운동 후 10명의 여성 운동선수를 대상으로 한 소규모 연구에서 블루베리가 근육 회복을 개선했다.

## 요리
블루베리 요리는 다음을 포함한다.
- 블루베리 아침 파르페
- 블루베리 떡
- 블루베리 스파클러
- 스무디
- 과일샐러드
- 생 블루베리

## 일화
세계 2차대전 중 영국의 전투기 조종사들은 블루베리를 섭취한 후 출격하면 야간 비행 시 공격 목표가 명확하고 선명하게 보인다고 하였다.

## 같이 보기
- 블랙베리
- 안토시아닌
- 비타민 다량함유